# Problem plutonu egzekucyjnego
Problem synchronizacji plutonu egzekucyjnego – zagadnienie z zakresu informatyki, polegające na próbie konstrukcji takiego automatu komórkowego, który zaczynając od pojedynczej nieaktywnej komórki, osiągnie stan, w którym wszystkie komórki osiągną jednocześnie stan aktywności. Problem został sformułowany przez Johna Myhilla w 1957, a pierwsze jego rozwiązanie opublikował w 1962 r. Edward Moore.

## Problem
Dowódca plutonu żołnierzy ustawionych w szereg chce wydać rozkaz, który ma być wykonany przez cały oddział w tym samym momencie. Liczebność plutonu powoduje, że nie wszyscy żołnierze mogą usłyszeć polecenie bezpośrednio od dowódcy. W związku z tym dowódca przekazuje rozkaz pierwszemu żołnierzowi w szeregu. W danej jednostce czasu każdy żołnierz może skontaktować się tylko z jednym ze swoich sąsiadów. Dowódca nie podejmuje żadnych dodatkowych działań. Ponadto z powodu nieznanej liczebności oddziału nie można z góry określić momentu wystrzału.
Bardziej formalnie, problem polega na rozprowadzeniu informacji oraz zsynchronizowaniu rozpoczęcia pewnej akcji. Każdy żołnierz może przechowywać skończoną liczbę informacji. Jego działanie w i+1 jednostce czasu może zależeć tylko od akcji wykonanej w i-tej jednostce przez jego samego oraz obydwu sąsiadów. W danej jednostce czasu każdy żołnierz może skomunikować się tylko z jednym wybranym żołnierzem.
W kategoriach teorii automatów komórkowych, na oddział można spojrzeć jako skończony zbiór komórek ustawionych w jednym rzędzie, które na początku znajdują się w tym samym stanie nieaktywnym. Każda komórka może zmienić swój stan kontaktując się z dwoma sąsiednimi. Rozwiązanie problemu polega na takim zaprogramowaniu automatu aby wszystkie komórki osiągnęły stan aktywności w tym samym momencie, niezależnie od ich liczby.

## Rozwiązanie optymalne czasowo
Zakładamy, że mamy n żołnierzy w jednym szeregu (łącznie z dowódcą), oraz sygnały rozchodzą się wzdłuż linii z prędkością co najwyżej jednego żołnierza w każdej jednostce czasu. W związku z tym optymalne rozwiązanie musi zająć co najmniej 2n-2 jednostek czasu – tyle czasu zajmie przejście informacji od pierwszego do ostatniego i z powrotem. Poniższe rozwiązanie zostało zaproponowane w 1966 roku przez Abrahama Waksmana, który używając automatów mogących przyjąć 16 stanów pośrednich skonstruował optymalne rozwiązanie.
Mamy sześć podstawowych stanów, cztery mają podstany:
- Q: Startowy stan „spokojny”
- T: Końcowy stan „ostrzał”
- R: Wyzwalający sygnał dla stanu B
  - R0 – Sygnał w lewo
  - R1 – Sygnał w prawo
- B: Stan generujący stan P
  - B0 – Blokuje stan R
  - B1 – Przechodzi przez stan R
- P: Stan generujący stan A i prowadzi do stanu końcowego jeśli sąsiedzi są w stanie P
  - P0 – Generuje A0xx
  - P1 – Generuje A1xx
- A: Stan sygnalizujący
  - A000, A111, A010, A011, A100, A101, A110
  - A0xx – generuje stan R bez opóźnienia
  - A1xx – Po jednej jednostce opóźnienia generuje stan R
  - Każdy Ax00 i Ax01 – Propaguje w lewo
  - Każdy Ax10 i Ax11 – Propaguje w prawo

Dodatkowo mamy dwa dodatkowe stany zastępcze:
- φ – Zewnętrzny stan, żadna z maszyn nie jest w tym stanie
- γ – Sąsiedzi niewymienieni jawnie

Kilka faktów:
1. Każdy sygnał A może być parzysty lub nieparzysty, w zależności czy jest obecnie na maszynie parzystej czy nieparzystej. Parzystość jest określana od maszyny, która jest źródłem sygnału.
2. Każda maszyna z parzystym sygnałem A generuje nowy sygnał R, który rozchodzi się w kierunku przeciwnym do sygnału A.
3. Każdy z B sygnałów zmieni swój typ jeśli przetnie się z sygnałem R. Jeden pozwala na dalszą propagację sygnału R, drugi nie.
4. Kiedy sygnały A i B się przecinają, ustanawiają nowy generator, lub P sygnał.

Z faktu drugiego wynika, że co druga maszyna w stanie A generuje nowy sygnał R, który zostaje wysłany w przeciwnym kierunku. Mamy 3 jednostki czasu odstępu pomiędzy dwoma sygnałami R przechodzącymi przez każdą maszynę.
Każda maszyna przechodząc do stanu B, pozostanie w tym stanie przez 3 jednostki czasu, zanim otrzyma sygnał R. W tym momencie stan B przejdzie do kolejnej maszyny (w kierunku przeciwnym do sygnału R).

## Przykład (11 żołnierzy)
|    | 1  | 2    | 3    | 4    | 5    | 6    | 7    | 8    | 9    | 10   | 11 |
| 0  | P0 | Q    | Q    | Q    | Q    | Q    | Q    | Q    | Q    | Q    | Q  |
| 1  | P0 | A010 | Q    | Q    | Q    | Q    | Q    | Q    | Q    | Q    | Q  |
| 2  | P0 | B0   | A011 | Q    | Q    | Q    | Q    | Q    | Q    | Q    | Q  |
| 3  | P0 | B0   | Q    | A010 | Q    | Q    | Q    | Q    | Q    | Q    | Q  |
| 4  | P0 | B0   | R0   | Q    | A011 | Q    | Q    | Q    | Q    | Q    | Q  |
| 5  | P0 | B0   | B1   | Q    | Q    | A010 | Q    | Q    | Q    | Q    | Q  |
| 6  | P0 | B0   | B1   | Q    | R0   | Q    | A011 | Q    | Q    | Q    | Q  |
| 7  | P0 | B0   | B1   | R0   | Q    | Q    | Q    | A010 | Q    | Q    | Q  |
| 8  | P0 | B0   | Q    | B0   | Q    | Q    | R0   | Q    | A011 | Q    | Q  |
| 9  | P0 | B0   | Q    | B0   | Q    | R0   | Q    | Q    | Q    | A010 | Q  |
| 10 | P0 | B0   | Q    | B0   | R0   | Q    | Q    | Q    | R0   | Q    | P0 |
| 11 | P0 | B0   | Q    | B0   | B1   | Q    | Q    | R0   | Q    | A000 | P0 |
| 12 | P0 | B0   | R0   | Q    | B1   | Q    | R0   | Q    | A001 | B0   | P0 |
| 13 | P0 | B0   | B1   | Q    | B1   | R0   | Q    | A000 | Q    | B0   | P0 |
| 14 | P0 | B0   | B1   | Q    | Q    | B0   | A001 | Q    | R1   | B0   | P0 |
| 15 | P0 | B0   | B1   | Q    | Q    | P1   | Q    | Q    | B1   | B1   | P0 |
| 16 | P0 | B0   | B1   | Q    | A100 | P1   | A110 | Q    | B1   | B0   | P0 |
| 17 | P0 | B0   | B1   | A101 | R1   | P1   | R0   | A111 | B1   | B0   | P0 |
| 18 | P0 | B0   | P0   | P0   | B0   | P1   | B0   | P0   | P0   | B0   | P0 |
| 19 | P0 | P0   | P0   | P0   | P0   | P1   | P0   | P0   | P0   | P0   | P0 |
| 20 | T  | T    | T    | T    | T    | T    | T    | T    | T    | T    | T  |

## Funkcja przejścia
{\displaystyle \delta :\langle Stan,Stan,Stan\rangle \to Stan}
Kolumna najbardziej po lewej stronie oznacza stan lewego sąsiada. Pierwszy wiersz oznacza stan prawego sąsiada.

### Stan Q
|    | A000 | A001 | A100 | A101 | A010 | A011 | A110 | A111 |
| Q  | A001 | A000 | A101 | A100 | R0   | Q    | Q    | Q    |
| B  | A001 | A000 | A101 | A100 | R0   | Q    | Q    | Q    |
| R0 | A001 | A000 | A101 | A100 | Q    | Q    | Q    | Q    |
| R1 | A001 | A000 | A101 | A100 |      |      |      |      |
| P0 |      |      |      |      |      | B0   |      |      |
| P1 |      |      |      |      |      |      | B0   |      |
| φ  | P0   | P1   | P0   | P1   |      |      |      |      |

|      | Q    | B    | R0 | R1 | P0   | P1   | φ  |
| A000 | R1   | R1   |    |    |      |      |    |
| A001 | Q    | Q    |    | Q  | B0   |      |    |
| A100 | Q    | Q    |    |    |      |      |    |
| A101 | Q    | Q    |    |    |      |      |    |
| A010 | A011 | A011 |    |    |      |      | P0 |
| A011 | A010 | A010 |    |    |      |      | P1 |
| A110 | A111 | A111 |    |    |      |      | P0 |
| A111 | A110 | A110 |    |    |      |      | P1 |
| Q    | Q    | Q    | R0 | Q  | A000 | A100 | Q  |
| γ    |      |      |    |    | A000 |      |    |

|    | Q    | B  | R0 | R1 | P0   | P1 | φ | γ |
| B  | Q    | Q  | R0 | Q  | Q    | Q  |   |   |
| R0 | Q    | Q  |    |    | A000 |    |   | Q |
| R1 | R1   | R1 |    |    | R1   | R1 |   |   |
| P0 | A010 | Q  | R0 | Q  | P0   | P0 |   |   |
| P1 | A110 | Q  | R0 | Q  | P0   | P0 |   |   |
| φ  | Q    |    |    |    |      |    |   |   |

### Stan B0
|      | γ  | P  | A000 | A100 | A001 | A101 | R0 |
| γ    | B0 | B0 | P0   | P1   | P1   | P0   | R0 |
| P    | B0 | P0 |      |      |      |      | R0 |
| A010 | P0 |    |      |      |      |      |    |
| A110 | P1 |    |      |      |      |      |    |
| A011 | P1 |    |      |      |      |      |    |
| A111 | P0 |    |      |      |      |      |    |
| R1   | R1 |    |      |      |      |      |    |

### Stan B1
|      | γ  | P  | A000 | A100 | A001 | A101 | R0 |
| γ    | B1 |    | P0   | P1   | P1   | P0   | Q  |
| P    |    | P0 |      |      |      |      |    |
| A010 | P0 |    |      |      |      |      |    |
| A110 | P1 |    |      |      |      |      |    |
| A011 | P1 |    |      |      |      |      |    |
| A111 | P0 |    |      |      |      |      |    |
| R1   | Q  |    |      |      |      |      |    |

### Stan R0
|    | γ  |
| γ  | Q  |
| B0 | B1 |
| B1 | B0 |
| P  | B0 |

### Stan R1
|   | nie B, P | B0 | B1 | P  |
| γ | Q        | B1 | B0 | B0 |

### Stan P0
|          | nie P, φ | P  | φ  |
| nie P, φ | P0       | P0 | P0 |
| P        | P0       | T  | T  |
| φ        | P0       | T  |    |

### Stan P1
|          | nie P, φ | P  | φ  |
| nie P, φ | P1       | P1 | P1 |
| P        | P1       | T  | T  |
| φ        | P1       | T  |    |

### Stan A000
|   | nie P0 | P0 |
| γ | Q      | B0 |

### Stan A001
|   | γ |
| γ | Q |

### Stan A100
|       | γ  |
| nie B | R1 |
| B     | P1 |

### Stan A101
|       | γ  |
| nie B | Q  |
| B     | P0 |

### Stan A010
|        | γ  |
| nie P0 | Q  |
| P0     | B0 |

### Stan A011
|   | γ |
| γ | Q |

### Stan A110
|   | nie B | B  |
| γ | R0    | P1 |

### Stan A111
|   | nie B | B  |
| γ | Q     | P0 |

## Inne rezultaty
| Autorzy                      | Czas [n – liczba żołnierzy] | Liczba stanów      |
| ---------------------------- | --------------------------- | ------------------ |
| John McCarthy, Marvin Minsky | {\displaystyle 3n}          | {\displaystyle 13} |
| Eiichi Goto (1962)           | {\displaystyle 2n-2}        |                    |
| Abraham Waksman (1966)       | {\displaystyle 2n-2}        | {\displaystyle 16} |
| Robert Balzer (1967)         | {\displaystyle 2n-2}        | {\displaystyle 8}  |
| Jacques Mazoyer (1987)       | {\displaystyle 2n-2}        | {\displaystyle 6}  |

Robert Balzer i Peter Sanders udowodnili, że nie istnieje rozwiązanie optymalne korzystające tylko z czterech stanów. Nie wiadomo, czy problem można rozwiązać używając pięciu stanów.